# 富士山站
富士山站（日语：／ Fujisan eki */?）是一個位於日本山梨縣富士吉田市上吉田二丁目，屬於富士急行的鐵路車站。車站編號是FJ16。海拔809公尺。

## 概要
山梨縣富士吉田市中心車站，市內各年上下車人數最多。此站不只有沿線住民的通勤、通學使用，富士登山與富士山周邊的觀光亦會使用。

### 站名改稱
開站當時稱為富士吉田站。此站周邊有很多富士山信仰風景的資產，對於行走富士山的吉田口登山道的登山者是出發點。在這種背景下，作為富士山的玄關口的形象，除了吸引國內外的觀光客以外，也為了充實富士登山與富士山觀光的總站機能等目的，2011年（平成23年）7月1日站名改為富士山站。此日為2011年的富士山開山之日。另外，富士急行已將「富士山站」作為商標登錄。

### 停靠路線
此站是大月線的終點，同時也是河口湖線的起點。

## 歷史
- 1929年（昭和4年）6月19日：作為富士山麓電氣鐵道富士吉田站開業。當時是終點站。
- 1950年（昭和25年）8月24日：河口湖線以折返式線形興建至河口湖。成為富士急行線的中途站。
- 1960年（昭和35年）5月30日：公司名改為富士急行。
- 2011年（平成23年）7月1日：改名為富士山站。同時車站進行改裝[2]。改裝設計以富士急行的「富士登山電車」與下吉田站的改裝，由JR九州與兩備集團（日语：両備グループ）等的車輛設計師水戶岡銳治負責[4]。

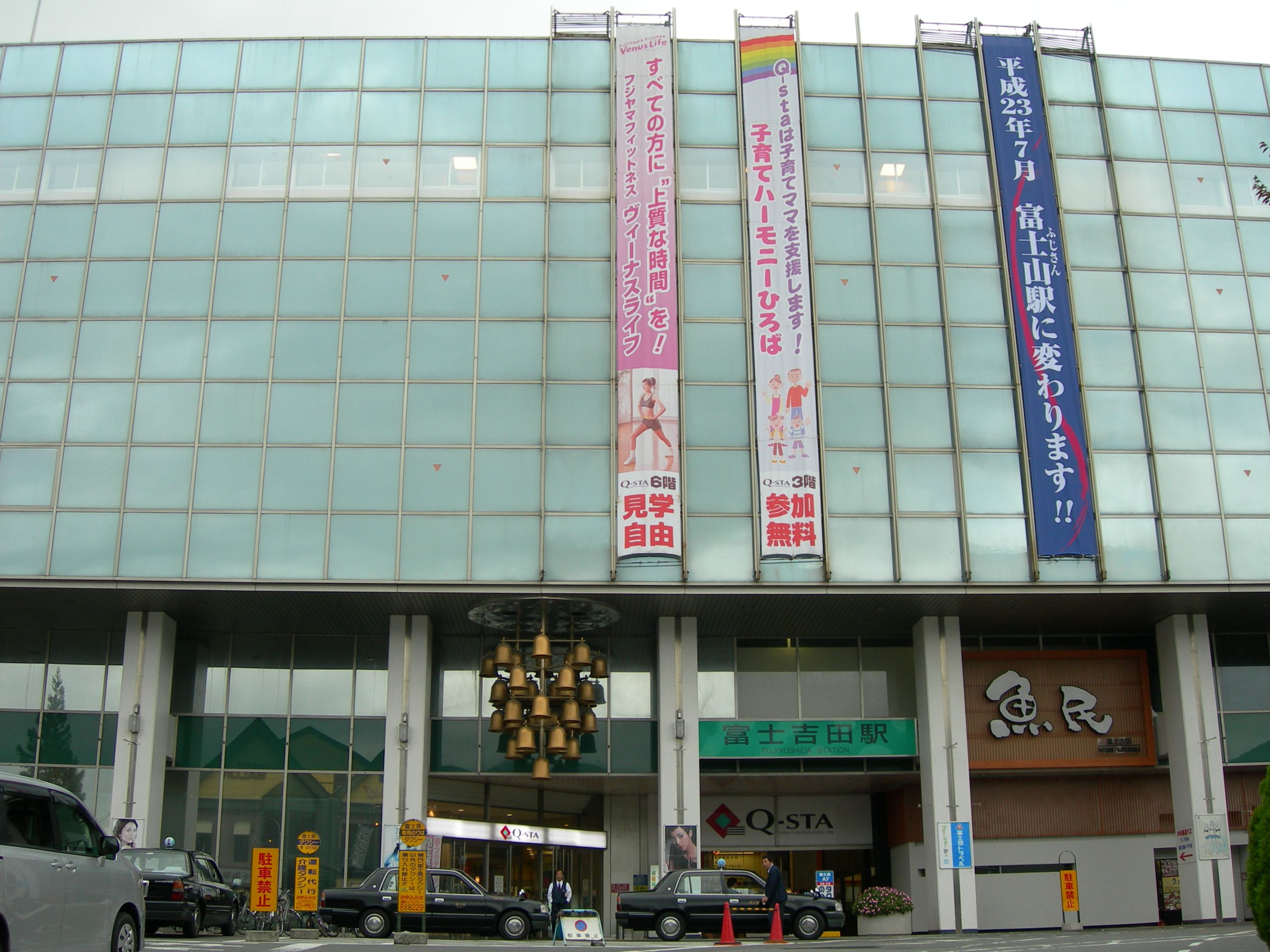
富士吉田站當時站舍（2010年10月24日）
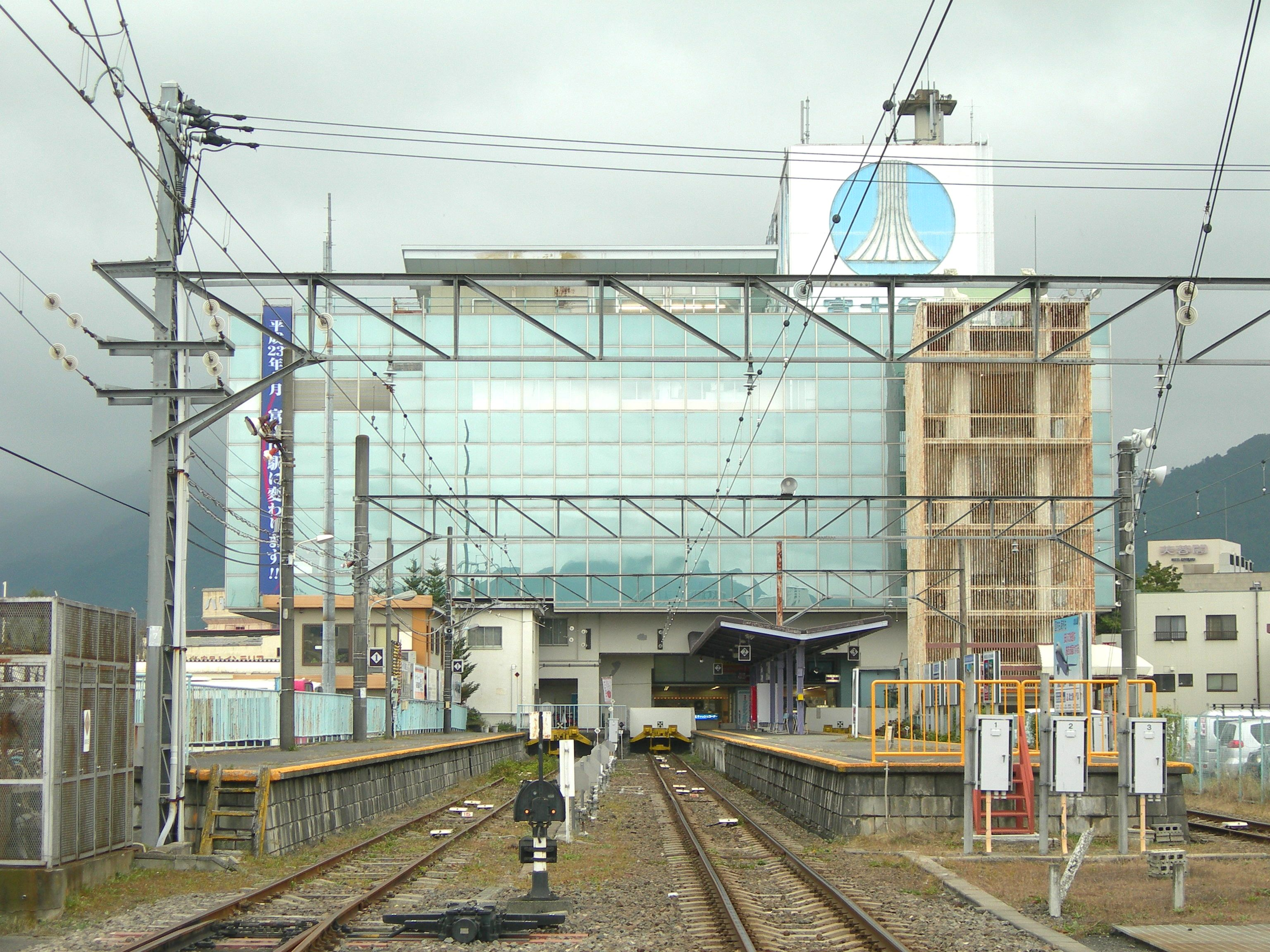
富士吉田站當時的車站構內（2010年10月24日）
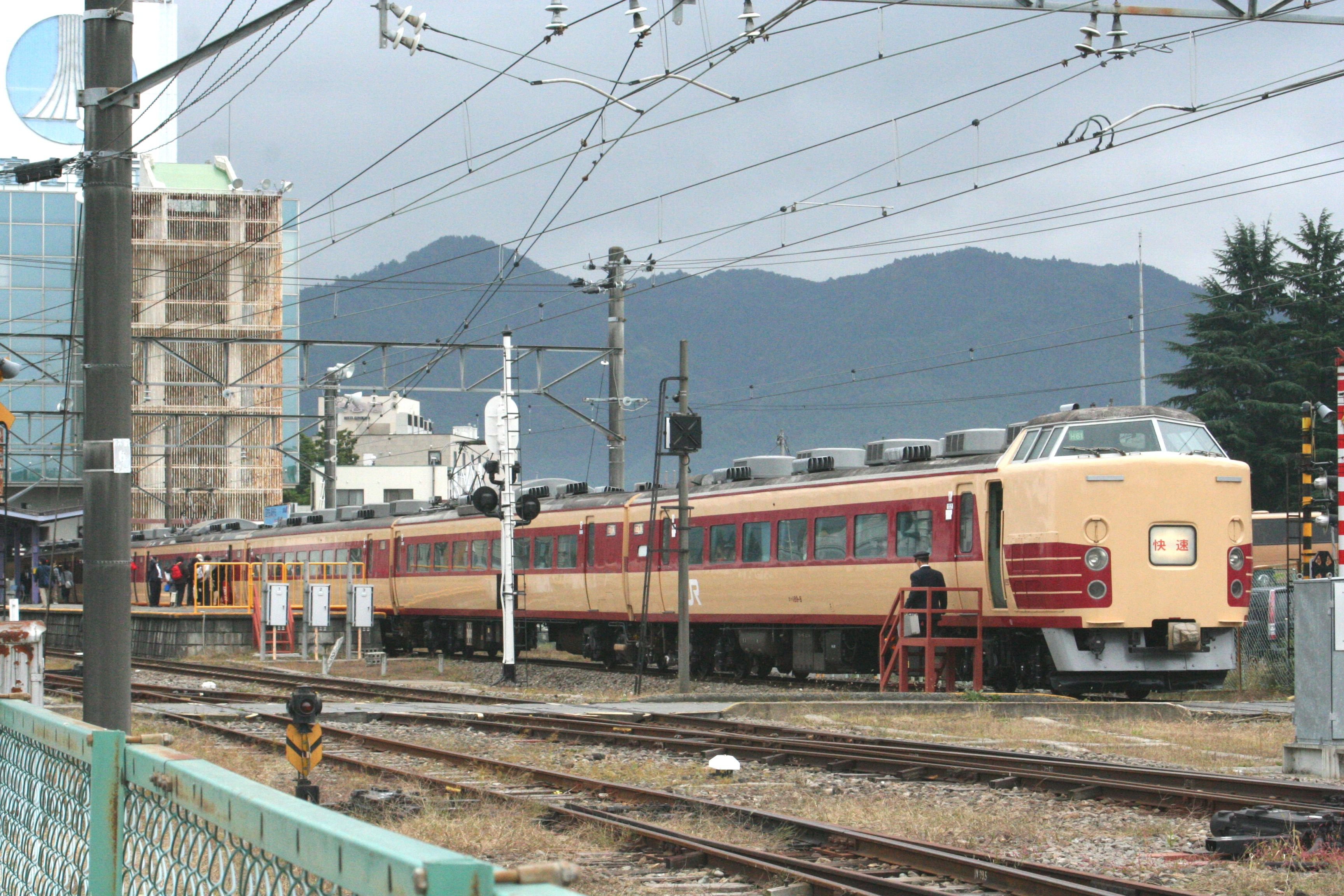
假日快速停車中的樣子（2010年10月24日）
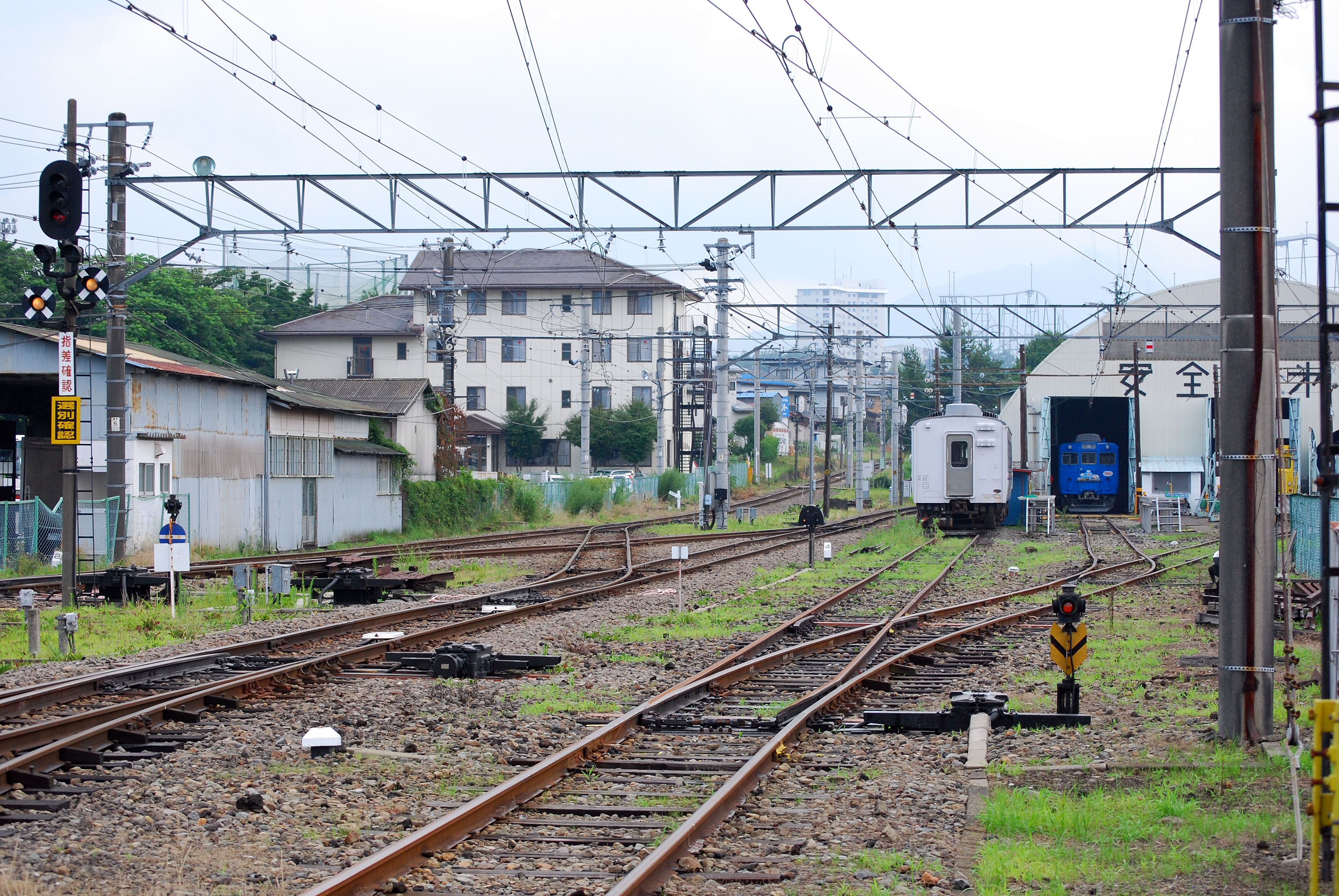
車站構內河口湖線、大月線合流點（2010年7月25日）
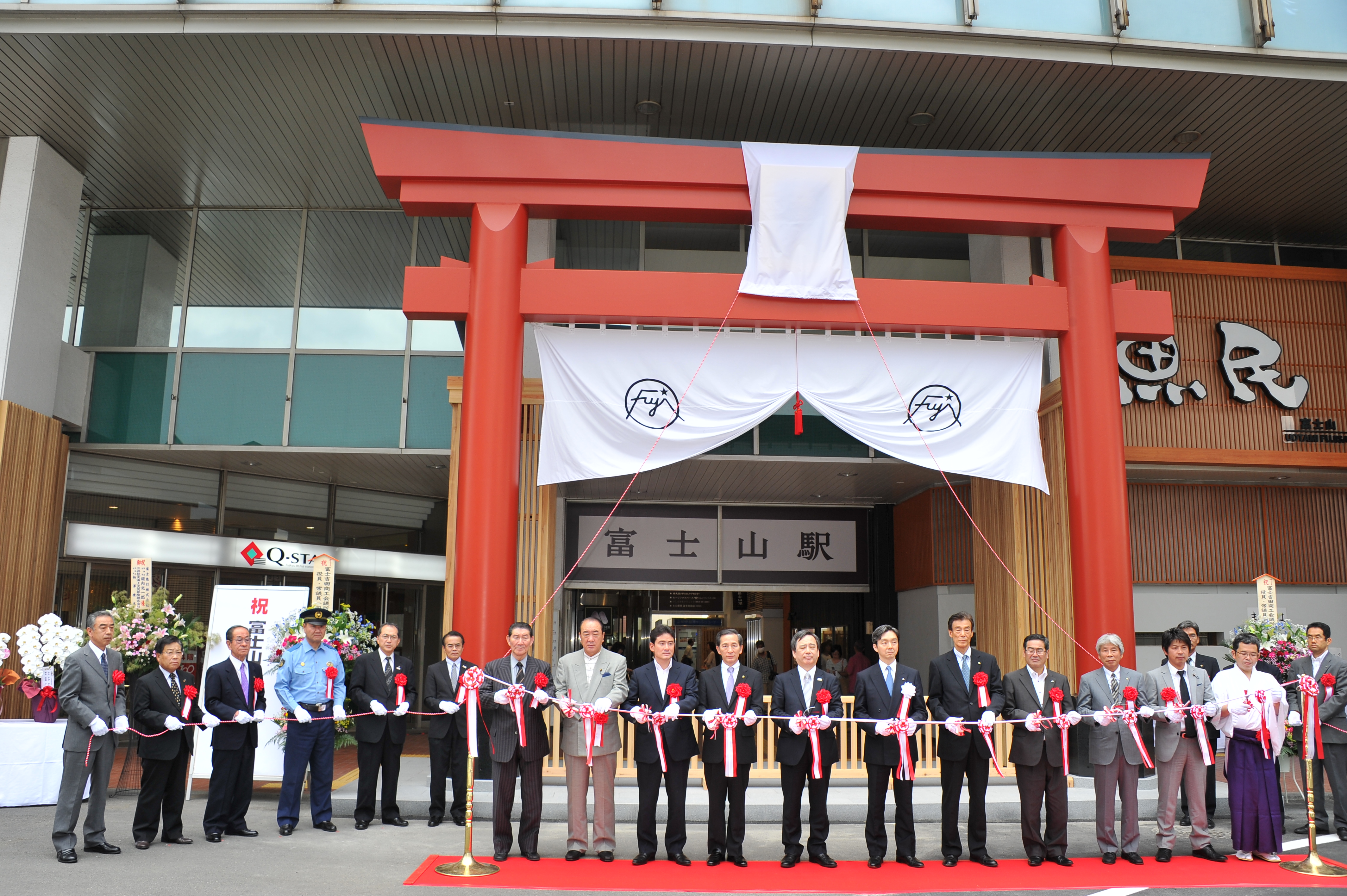
富士山站改名時儀式的樣子（2011年7月1日）
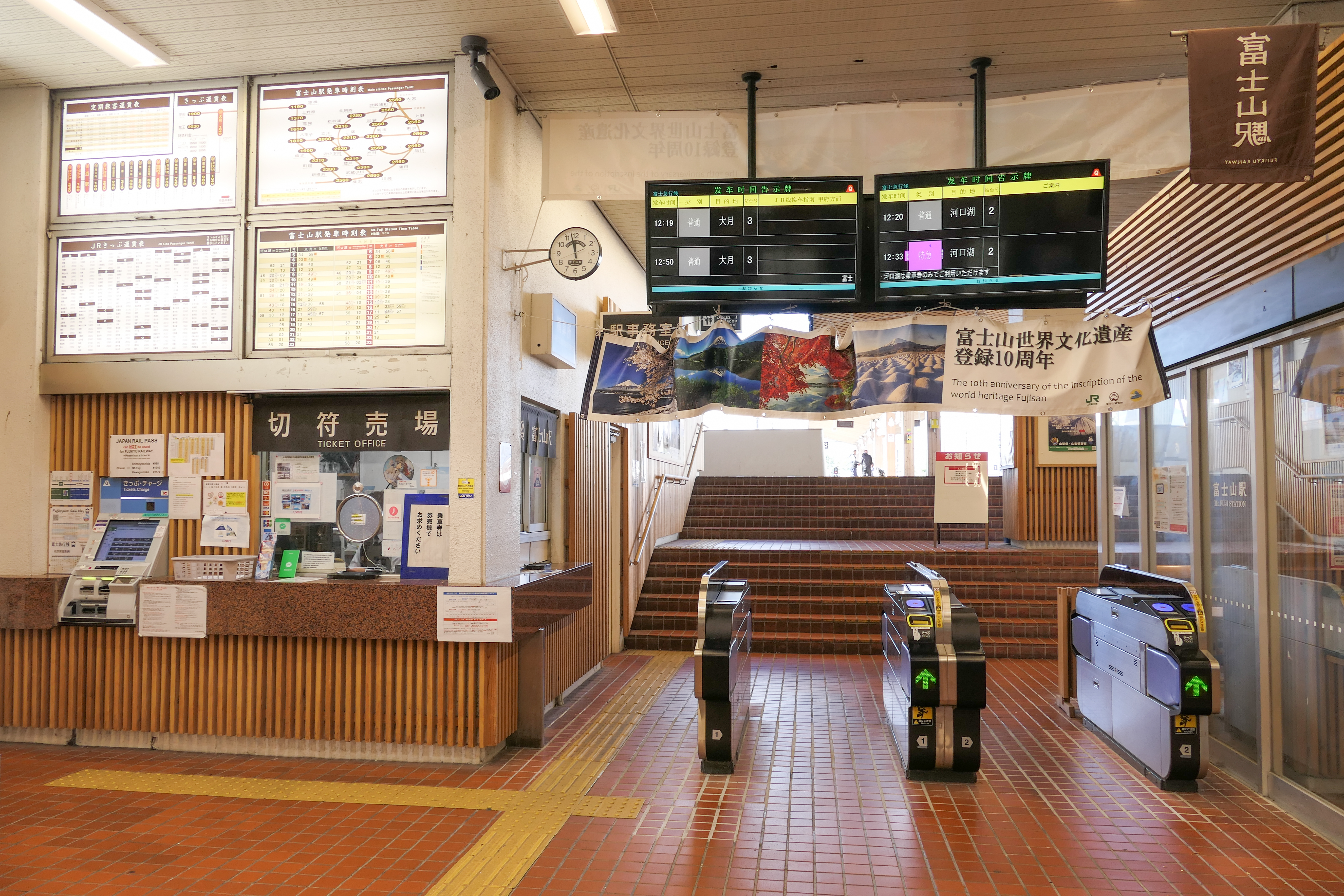
閘口（2023年10月）

## 車站構造
- 港灣式月台2面3線的地面車站。

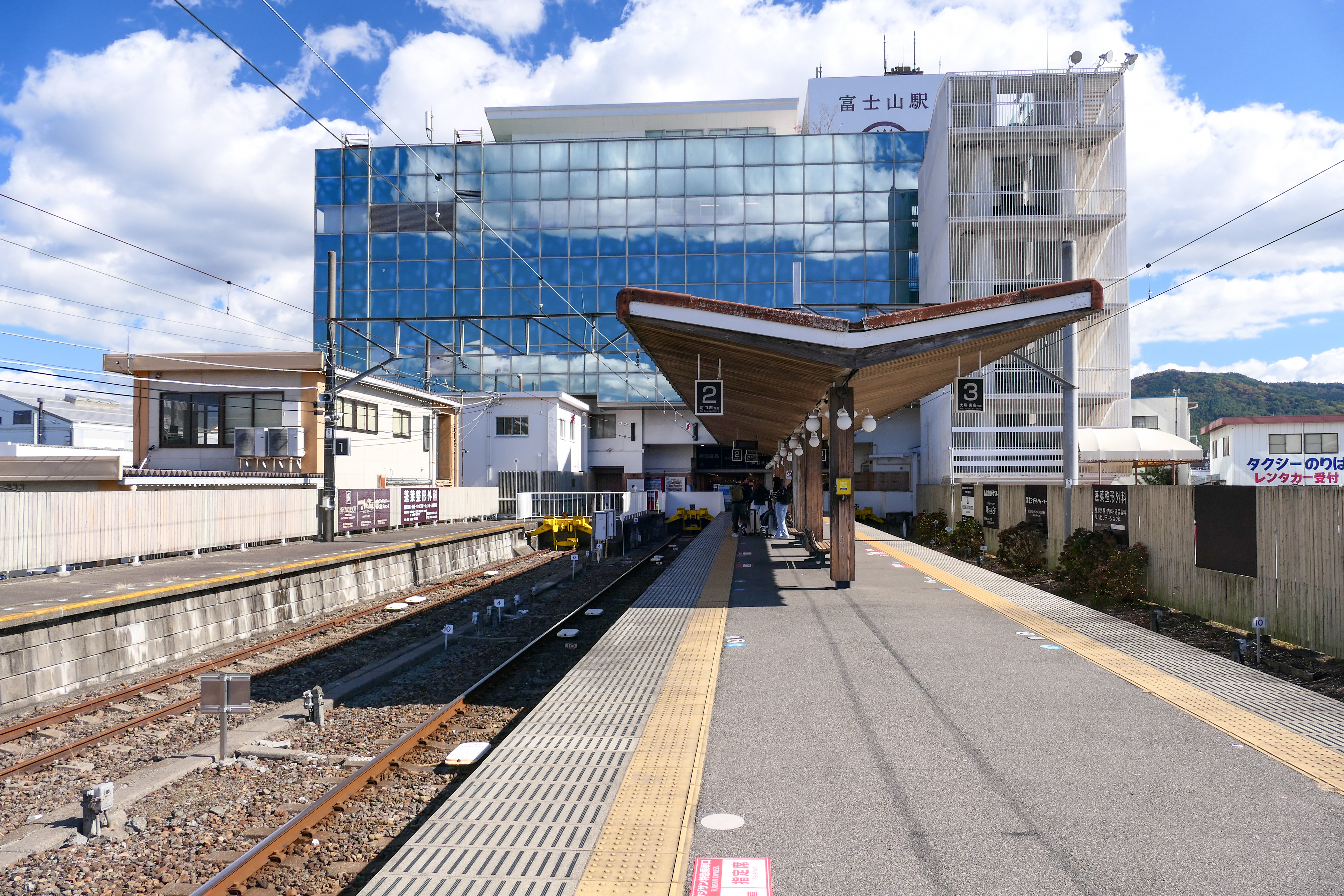
月台(2023年10月)

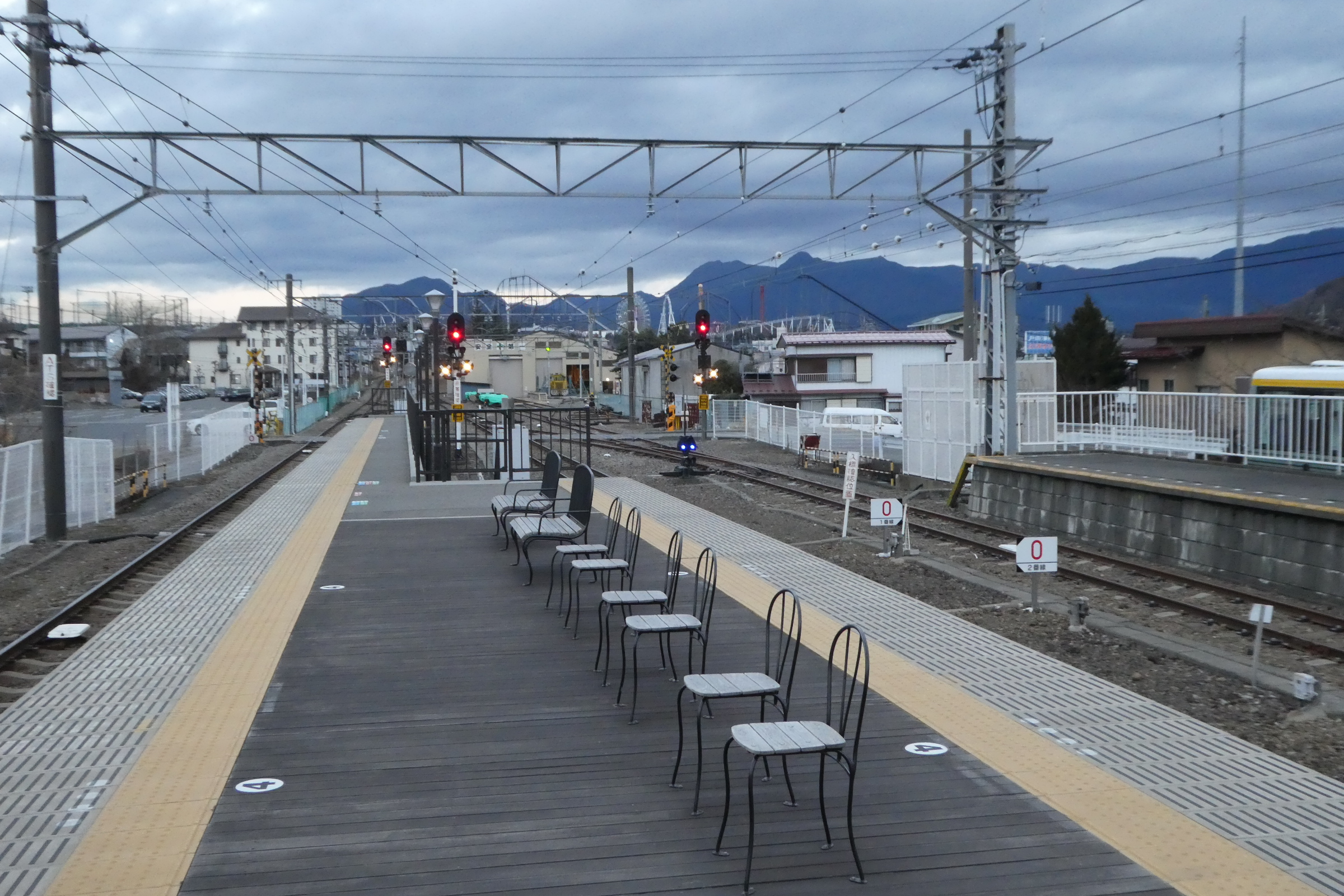
左側為3號月台，右側為2號月台。

- 往河口湖方向大部分列車使用2號月台，往大月方向使用3號月台。1號月台作為回廠、臨時列車月台。

### 月台配置
| 月台 | 路線        | 方向                       | 目的地                     | 備註                       |
| ---- | ----------- | -------------------------- | -------------------------- | -------------------------- |
| 1    | ■富士急行線 | （臨時､回送列車 專用月台） | （臨時､回送列車 專用月台） | （臨時､回送列車 專用月台） |
| 2    | ■富士急行線 | 下行                       | 富士急樂園、河口湖方向     | 一部分為3號月台            |
| 3    | ■富士急行線 | 上行                       | 大月、東京、甲府方向       | 一部分為2號月台            |

## 使用情況
2016年度（平成28年度）的1日平均上下車人次為1,739人。
近年的年間上車人次、上下車人次推移如下表。
| 年度   | 年間 上車人次 | 年間 上下車人次 | 1日平均上下車人次 |
| ------ | ------------- | --------------- | ----------------- |
| 2002年 | 231,659       | 485,077         |                   |
| 2003年 | 226,575       | 487,983         |                   |
| 2004年 | 235,730       | 506,945         |                   |
| 2005年 | 221,510       | 484,974         |                   |
| 2006年 | 239,108       | 521,742         |                   |
| 2007年 | 233,356       | 509,496         |                   |
| 2008年 | 248,146       | 527,490         |                   |
| 2009年 | 237,951       | 517,967         |                   |
| 2010年 | 231,573       | 502,964         |                   |
| 2011年 | 240,576       | 513,358         | 1,403             |
| 2012年 | 250,581       | 534,133         | 1,463             |
| 2013年 | 265,089       | 573,969         | 1,573             |
| 2014年 | 254,290       | 559,822         | 1,534             |
| 2015年 | 273,521       | 593,909         | 1,623             |
| 2016年 |               |                 | 1,739             |

## 相鄰車站
富士急行
■大月線、■河口湖線
- ■特急「富士回遊」「富士山特急」「富士山View特急」停靠站

■普通（包括JR中央線內中央特快、通勤快速、快速列車）
月江寺（大月線、FJ15）－富士山（FJ16）－富士急樂園（河口湖線、FJ17）

## 外部連結
- 富士山站 （页面存档备份，存于） - 富士急行